# نورمن جنسون
نورمان جونسون (بالإنجليزية: Norman Johnson) (و. 1930 – 2017 م) هو رياضياتي، وأستاذ جامعي أمريكي، توفي عن عمر يناهز 87 عاماً.

## التعليم
تعلم في جامعة تورنتو.

## أعمال بارزة
من أهم أعماله:
- مجسم جونسون.